# Polyphemidae
Polyphemidae is een familie van kreeftachtigen uit de klasse van de Branchiopoda (blad- of kieuwpootkreeftjes).

## Geslacht
- Polyphemus (O.F. Müller, 1785)